# Illius fulciti
Illius fulciti byla papežská bula vydaná papežem Juliem II. 15. listopadu 1504 v Římě. Touto bulou byla založena první tři katolická episkopální centra v Americe a začínají tím vlastní dějiny církevní hierarchie v Novém světě. 

## Objev Nového světa a katolická církev
Katolická církev, římská kurie i samotný papež se již od počátku zajímali o zámořské objevy a vždy se snažili využít nově nalezených území k rozšiřování nejen katolické víry, ale i svého vlastního vlivu. Proto vcelku rychle zareagovala na úspěchy Kolumbových výprav a již. r. 1493 vydává papež Alexandr VII. bulu Piis Fidelium, kterou vysílá do Nového světa misionáře. S pokračující evangelizací karibských ostrovů se však zanedlouho ukazuje, že pouhé misie nemohou stačit a že je zapotřebí pevná organizační struktura, kterou může zaručit pouze církevní provincie v čele s arcibiskupem a biskupy.

## Bula Illius fulciti
Papež Julius II. proto vydává bulu, kterou zakládá novou církevní provincii pro zámořské oblasti. Touto bulou se ustavuje první arcibiskupství v Americe, a dále 2 podléhající biskupství. Jako sídlo arcibiskupa byla zvolena Yaguata, která byl zanedlouho přejmenován Španěly na Santo Domingo a nacházelo se na ostrově Hispaniola. Na tomto ostrově se nacházelo i jedno ze dvou podléhajících biskupství. Místo, kde bylo založeno, se původním jazykem nazývalo Magua, ale později bylo přejmenováno na Concepción de la Vega. Další biskupství nebylo založeno na Hispaniole, ale na nedalekém ostrově, nazvaném dnes Portoriko, a to na místě zvaném Bayuna, které bylo později rovněž přejmenováno a dnes se nazývá San Juan de Puerto Rico.

## Neshody se Španělským králem a revidování buly
Skutečnost, že by se na území, podléhající přímo španělské koruně, mohla ustanovit nezávislá církevní provincie, fakticky konkurující katolickému králi, vyvolala ostrý spor mezi ním a papežem. Papežská moc již v této době nemohla té španělské vůbec konkurovat, a tak byla tato listina již v r. 1511 Juliem II. revidována, a to novou bulou, nazvanou „Pontifex Romanus“. Touto bulou přestalo být Santo Domingo sídlem arcibiskupa a všechna tři biskupství (Santo Domingo, Concepción de la Vega a San Juan de Puerto Rico) byla podřízena arcibiskupství v Seville.

## Seznam prvních biskupů
První tři biskupové těchto církevních provincií byli:
- Pedro Suarez de Deza - biskup v Concepción de la Vega (v roce 1504 jmenován do Yaguaty)
- Alonso Manso - biskup v San Juan (v roce 1504 jmenován do Maguy)
- Francisco Garcia de Padilla- biskup v Santo Domingu (v roce 1504 jmenován do Bayuny)